# Blaženko Lacković
Blaženko Lacković (Novi Marof, 25 dicembre 1980) è un ex pallamanista e allenatore di pallamano croato.

## Carriera
Ha vinto due medaglie olimpiche nella pallamano con la nazionale maschile croata, in particolare ha conquistato la medaglia d'oro alle Olimpiadi di Atene 2004 e la medaglia di bronzo alle Olimpiadi di Londra 2012.
Ha partecipato anche alle Olimpiadi di Pechino 2008.
Inoltre ha vinto una medaglia d'oro (2003), due medaglie d'argento (2005 e 2009) e una medaglia di bronzo (2013) ai campionati mondiali; due medaglie d'argento (2008 e 2010) e una medaglia di bronzo (2012) ai campionati europei e una medaglia d'oro (2001) ai giochi del Mediterraneo.